# Home Nations Championship 1892
Home Nations Championship 1892 – dziesiąta edycja Home Nations Championship, mistrzostw Wysp Brytyjskich w rugby union, rozegrana pomiędzy 2 stycznia a 5 marca 1892 roku. W turnieju zwyciężyła Anglia, która pokonała wszystkich rywali i tym samym zdobyła Triple Crown.
Od tego sezonu zmieniono wartość punktową zagrań. Zgodnie z ówczesnymi zasadami punktowania przyłożenie było warte dwa punkty, podwyższenie i karny trzy, natomiast pozostałe kopy cztery punkty.

## Mecze

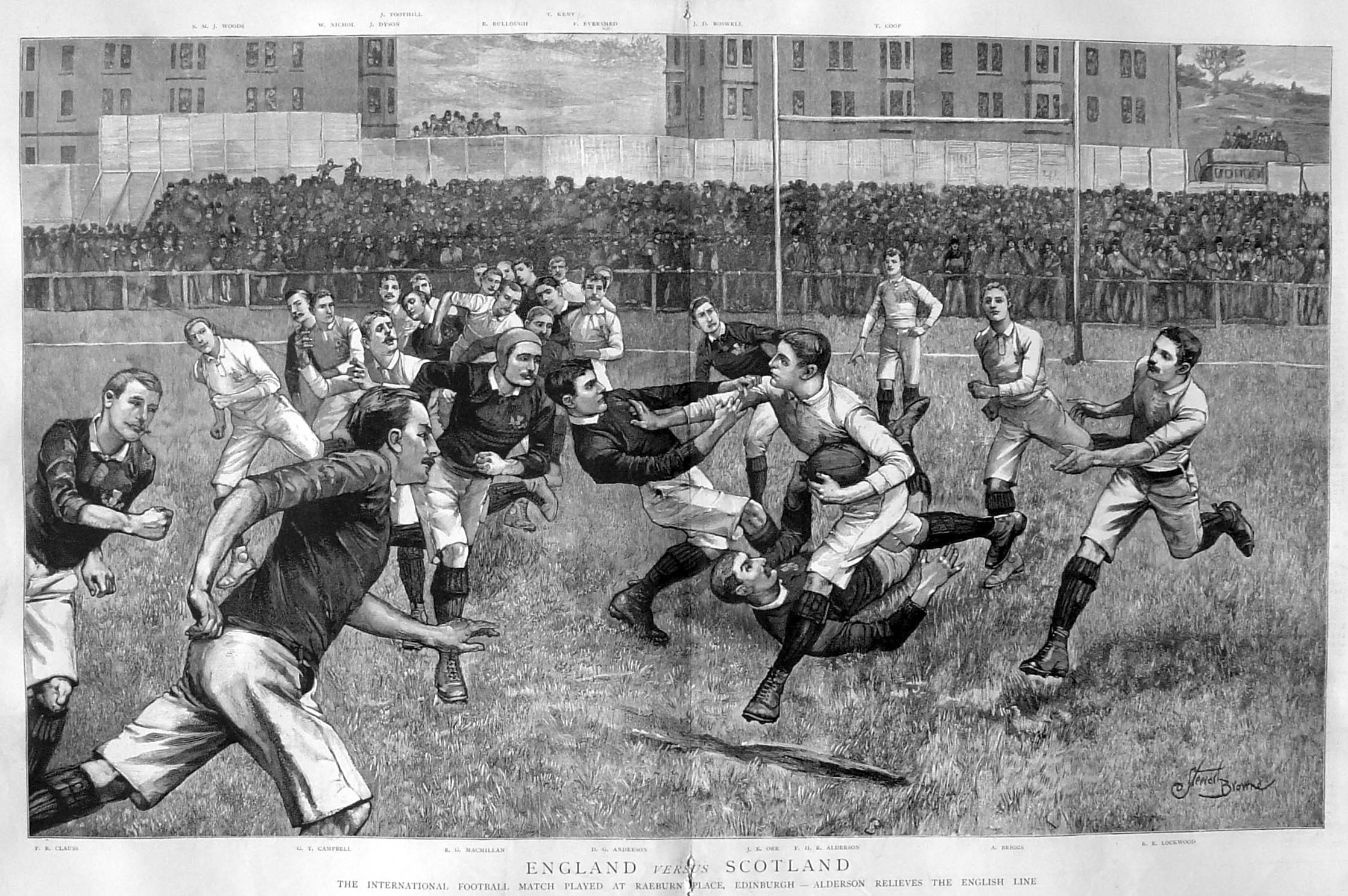
Calcutta Cup 1892

| 2 stycznia 1892 | Anglia                                                                         | 17:0(7:0) | Walia | Rectory Field, Blackheath Widzów: 10 000 Sędzia: Matthew McEwan |
| 2 stycznia 1892 | Alderson 5 (P, pd) Evershed 2 (P) Hubbard 2 (P) Nicholl 2 (P) Lockwood 6 (2pd) | 17:0(7:0) |       | Rectory Field, Blackheath Widzów: 10 000 Sędzia: Matthew McEwan |

| 6 lutego 1892 | Anglia                                     | 7:0 | Irlandia | Whalley Range, Manchester Sędzia: James Smith |
| 6 lutego 1892 | Evershed 2 (P) Percival 2 (P) Woods 3 (pd) | 7:0 |          | Whalley Range, Manchester Sędzia: James Smith |

| 6 lutego 1892 | Walia        | 2:7(2:7) | Szkocja                          | St. Helen's Ground, Swansea Widzów: 12 000 Sędzia: Jack Hodgson |
| 6 lutego 1892 | Hannan 2 (P) | 2:7(2:7) | Boswell 5 (P, pd) Campbell 2 (P) | St. Helen's Ground, Swansea Widzów: 12 000 Sędzia: Jack Hodgson |

| 20 lutego 1892 | Szkocja      | 2:0(2:0) | Irlandia | Raeburn Place, Edynburg Sędzia: H.L. Ashmore |
| 20 lutego 1892 | Millar 2 (P) | 2:0(2:0) |          | Raeburn Place, Edynburg Sędzia: H.L. Ashmore |

| 5 marca 1892 | Szkocja                      | 0:5(0:5) | Anglia | Raeburn Place, Edynburg Widzów: 15 000 Sędzia: Robert Warren |
| 5 marca 1892 | Bromet 2 (P) Lockwood 3 (pd) | 0:5(0:5) |        | Raeburn Place, Edynburg Widzów: 15 000 Sędzia: Robert Warren |

| 5 marca 1892 | Irlandia                                | 9:0(7:0) | Walia | Lansdowne Road, Dublin Widzów: 5 000 Sędzia: E.B. Holmes |
| 5 marca 1892 | Davies 2 (P) Walshe 4 (2P) Roche 3 (pd) | 9:0(7:0) |       | Lansdowne Road, Dublin Widzów: 5 000 Sędzia: E.B. Holmes |

## Inne nagrody
- Triple Crown –  Anglia (po pokonaniu wszystkich rywali)
- Calcutta Cup –  Anglia (po zwycięstwie nad Szkocją)
- Drewniana łyżka –  Walia (za zajęcie ostatniego miejsca w turnieju)